# Aqualith
Das Mineral Aqualith ist ein sehr selten vorkommendes Ringsilikat aus der Eudialytgruppe und hat die chemische Zusammensetzung (H3O)8(Na,K,Sr)5Ca6Zr3[Cl|OH|{Si3O5(OH)4}2|(Si9O27 · SiO)2]. Die in den runden Klammern angegebenen Elemente können sich in der Formel jeweils gegenseitig vertreten (Substitution, Diadochie), stehen jedoch immer im selben Mengenverhältnis zu den anderen Bestandteilen des Minerals.
Aqualith kristallisiert im trigonalen Kristallsystem und entwickelt durchsichtige, isometrische Kristalle bis etwa drei Zentimeter Größe von hellrosa Farbe bei weißer Strichfarbe. Die Typlokalität ist ein Chromdiopsid-Vorkommen im Inagli-Massiv 30 km westlich des Ortes Aldan in der Republik Sacha (Jakutien) in Russland.

## Etymologie und Geschichte
Im Jahr 2000 untersuchten I. A. Ekimenkova und Mitarbeiter die Struktur eines Oxonium-Analogs von Eudialyt. Zwei Jahre später reichten Khomyakov, Nechelyustov und Rastsvetaeva ihre Untersuchungsergebnisse an Typmaterial vom Inagli-Massiv im Aldanhochland in Ostsibirien zur Prüfung bei der International Mineralogical Association (IMA) ein (Register-Nr. IMA 2002-066). Sie benannten es mit Bezug auf seine spezifische, chemische Zusammensetzung nach lateinisch aqua ‚Wasser‘ und altgriechisch λίθος líthos, deutsch ‚Stein‘, Aqualith. Die Anerkennung als eigenständiges Mineral mit dem Namen Aqualith (englisch: Aqualite) erfolgte am 3. April 2003. Die Publikation zum neu entdeckten Mineral folgte 2007 im Zapiski Rossiiskogo Mineralogicheskogo Obshchestva (Band 2, S. 39–55).

## Klassifikation
Da der Aqualith erst 2002 als eigenständiges Mineral anerkannt wurde, ist er in der seit 2001 veralteten Systematik der Minerale nach Strunz (8. Auflage) nicht aufgeführt. Einzig das 2008 erschienene „Lapis-Mineralienverzeichnis“, das sich aus Rücksicht auf private Sammler und institutionelle Sammlungen noch nach der klassischen Systematik von Karl Hugo Strunz richtet, führt das Mineral unter der System-Nr. VIII/E.25-05 auf.
Die seit 2001 gültige und von der IMA verwendete 9. Auflage der Strunz’schen Mineralsystematik ordnet den Aqualith in die Klasse der „Silikate und Germanate“ und dort in die Abteilung der „Ringsilikate (Cyclosilikate)“ ein. Diese Abteilung ist allerdings weiter unterteilt nach der Struktur der Ringe, so dass das Mineral entsprechend seinem Aufbau in der Unterabteilung „[Si9O27]18 – Neuner-Ringe“ zu finden ist, wo es zusammen mit Alluaivit, Dualith, Carbokentbrooksit, Eudialyt, Feklichevit, Ferrokentbrooksit, Georgbarsanovit, Golyshevit, Ikranit, Andrianovit, Johnsenit-(Ce), Kentbrooksit, Khomyakovit, Labyrinthit, Manganokhomyakovit, Mogovidit, Oneillit, Raslakit, Rastsvetaevit, Taseqit und Zirsilit-(Ce) die „Eudialytgruppe“ mit der System-Nr. 9.CO.10 bildet.
Auch die vorwiegend im englischen Sprachraum gebräuchliche Systematik der Minerale nach Dana ordnet den Aqualith in die Klasse der „Silikate und Germanate“, dort allerdings in die Abteilung der „Ringsilikate: Ringe mit anderen Anionen und insularen Silikatgruppen“ ein. Hier ist er ebenfalls in der „Eudialytgruppe“ mit der System-Nr. 64.01.01 und den weiteren Mitgliedern Eudialyt, Alluaivit, Kentbrooksit, Khomyakovit, Manganokhomyakovit, Oneillit, Ferrokentbrooksit, Ikranit, Feklichevit, Rastsvetaevit, Taseqit, Carbokentbrooksit, Zirsilit-(Ce), Labyrinthit, Dualith, Raslakit, Georgbarsanovit, Johnsenit-(Ce), Golyshevit, Mogovidit und Voronkovit innerhalb der Unterabteilung „Ringsilikate: Ringe mit anderen Anionen und insularen Silikatgruppen mit gemischten Ringtypen“ zu finden.

## Chemismus
Aqualith ist das Oxonium-Äquivalent von Eudialyt und hat die vereinfachte Zusammensetzung (H3O)8(Na,K,Sr)5Ca6Zr3Si26O66(OH)9Cl.
Für den Aqualith aus der Typlokalität wurde folgende empirische Zusammensetzung bestimmt:
- [(H3O)7,94Na2,74K1,20Sr0,49Ba0,46Fe0,23Mn0,12](Ca5,79REE0,19) (Zr2,92Ti0,08)(Si2,57Ti0,21Al0,19Nb0,03)[O66,46(OH)5,54][(OH)2,77Cl1,23][6]

## Kristallstruktur
Aqualith kristallisiert trigonal in der Raumgruppe R3 (Raumgruppen-Nr. 146) mit den Gitterparametern a = 14,078(3) Å und c = 31,24(1) Å; sowie 3 Formeleinheiten pro Elementarzelle.

## Bildung und Fundorte
In seiner Typlokalität, einem Chromdiopsid-Vorkommen 30 km westlich des Ortes Aldan auf dem Aldanhochland in der Republik Sacha (Jakutien) in Russland, bildete sich Aqualith bei der hydrothermal Überprägung eines peralkalinen Pegmatites. Er tritt hier in Paragenese mit Aegirin, Batisit, Eckermannit, Galenit, Innelit, Lorenzenit, Mikroklin, Natrolith und Thorit auf.
Außer an seiner Typlokalität wurde Aqualith bisher (Stand: 2023) nur noch im „Phlogopit-Bergwerk“ bei Kowdor und im hyperagpaitischen Pegmatit in der Grube Apatitovyi Tsirk am Rasvumchorr der Chibinen auf der Halbinsel Kola in Russland gefunden. Ein drittes Vorkommen ist der Kipawa Alkaline Komplex in Témiscamingue in der kanadischen Provinz Québec.